# فيغو ستروم
فيغو ستروم (بالنرويجية البوكمول: Viggo Strømme)‏ هو لاعب كرة قدم نرويجي، ولد في 2 أغسطس 1967. لعب مع نادي ستارت ونادي فوليرينغا ونادي لين.